# 1132
1132 (MCXXXII) fue un año bisiesto comenzado en viernes del calendario juliano.

## Acontecimientos
- Junio: en China, un incendio destruye la entonces capital durante la Dinastía Song, la ciudad de Hangzhou, destruyendo 13 000 hogares, obligando a muchos a escapar a las laderas de las montañas.
- 24 de julio: en la batalla de Nocera Ranulf II de Alife vence a Roger II de Sicilia.
- Dermot MacMurrough se conviete en rey de la provincia de Leinster.[1]
- San Malaquías es nombrado arzobispo de Armagh en Irlanda.
- Fundaciones de la Abadía de Fountains y la Abadía de Rievaulx en Yorkshire, Inglaterra.
- Se funda la  Abadía de Basingwerk en Gales.
- Se inicia en Japón la Era 長承 (Choushou).
- Tughril II comienza su reinado en Irak.
- Abd al-Mu'min se convierte en el califa Almohade del Norte de África.

## Nacimientos
- 2 de febrero: Guillermo de Norwich, niño inglés cuyo asesinato se atribuyó (erróneamente) a los judíos (f. 1144).
- Joaquín de Fiore, místico y abate italiano (f. 1201).
- Rhys ap Gruffydd, (f. 1197).

## Fallecimientos
- Hugo de Grenoble, santo francés (n. 1052).